# Bridge Ndilu
Bridge Ndilu (* 21. Juli 2000 in Le Mans) ist ein französischer Fußballspieler mit kongolesischen Wurzeln. 

## Karriere

### Verein
Ndilu begann seine fußballerische Ausbildung bei CS Sablons-Gazonfier, wo er von 2006 bis 2011 spielte. Anschließend spielte er weitere fünf Jahre beim Le Mans FC. 2016 wechselte er schließlich in die Jugendabteilung von Stade Laval. Am 20. Dezember 2017 absolvierte Ndilu sein erstes Spiel für die A-Mannschaft von Stade Laval gegen VF Les Herbiers, als er in der 68. Minute eingewechselt wurde. Im Spiel darauf schoss er bei einem 1:1-Unentschieden gegen Entente SSG direkt sein erstes Tor im Profibereich, als er im Spiel über die vollen 90 Minuten spielte. In der gesamten Saison traf er dreimal in 13 Ligaeinsätzen. In der Folgesaison spielte er bereits 16 Mal und traf viermal ins gegnerische Tor. Im Juli 2019 wechselte er ablösefrei zum FC Nantes. Dort spielte er zunächst für die zweite Mannschaft und kam 2019/20 zu 14 Viertligaspielen und sechs Toren. Am 21. August 2020 kam er erstmals für die erste Mannschaft zum Einsatz, als er in der 67. Minute für Kalifa Coulibaly im Spiel gegen Girondins Bordeaux eingewechselt wurde. In der restlichen Saison spielte er weitere fünfmal in der Ligue 1 und kam zu einem Tor in zwei Spielen für die Amateure. Für die Saison 2021/22 wurde der Franzose erst an den Zweitligisten US Quevilly ausgeliehen und ein Jahr später eine weitere Leihe zum SO Cholet in die drittklassige National. Im Sommer 2023 unterschrieb Ndilu dann einen Zweijahresvertrag beim luxemburgischen Meister Swift Hesperingen. Dort kam er in seiner ersten Spielzeit allerdings nur in einem Pokalspiel gegen den FC Red Star Merl-Belair (3:2) zum Einsatz und verließ den Klub anschließend wieder.

### Nationalmannschaft
Ndilu spielte für diverse Jugendnationalmannschaften Frankreichs und nahm im Zuge dessen unter anderem an der U-19-Fußball-Europameisterschaft 2019 teil.